# Ah Puch

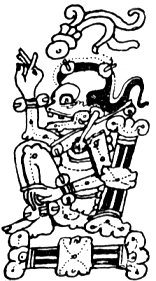
Ah Puch

Ah Puch, eller Ah Puh, är i mayaindianernas mytologi en dödsgud som härskar över Metnal, det värsta av de nio helvetena i underjorden, kallad Xibalba. 